# 金城新村 (苏州)
金城新村，位于江苏省苏州市姑苏区五卅路148号，建于1930年代，为苏州市文物保护单位。

## 历史
金城新村为民国时期金城银行所建造，为金城银行职员住宅。新村共有10栋二层西式洋房别墅，砖木结构，设木地板楼梯、玻璃钢窗、独立卫生设施等，每宅大180平米至600平米不等，房间宽敞。新村总占地面积约12000平方米，各楼间散有绿化树木。
1949年，中国人民解放军第三野战军在此设立指挥部，粟裕、张震等在此指挥了解放上海战役。
解放后，拆除及改建了部分建筑，现存有9幢建筑。1951年起，新村陆续被用为中共苏州地委、苏州专员公署、中共苏州市委等所在地，现为各民主党派驻苏委员会及市妇联、市台办、市侨联、市台联等机构驻地。